# Żółta i czerwona kartka

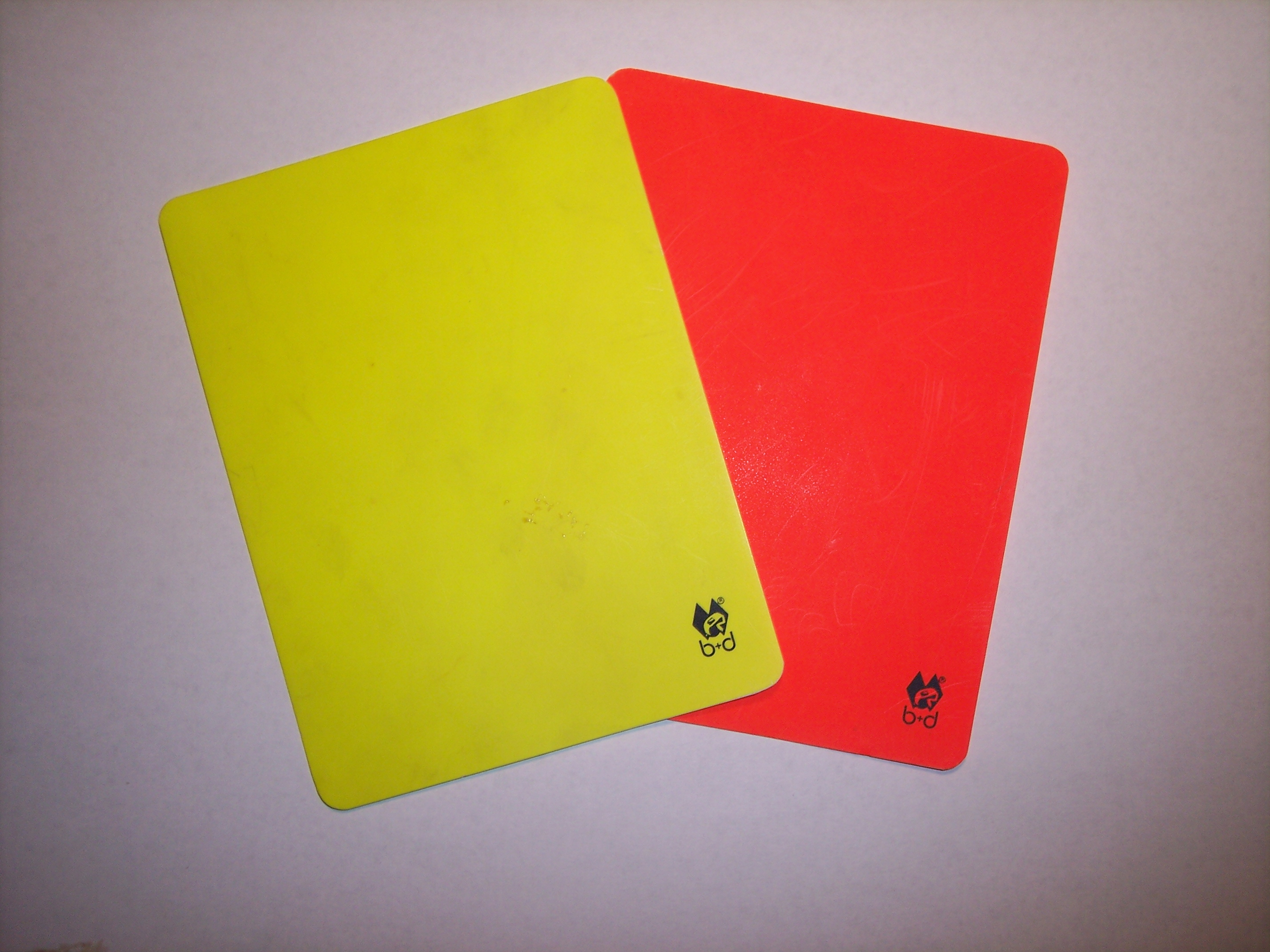
Żółta i czerwona kartka

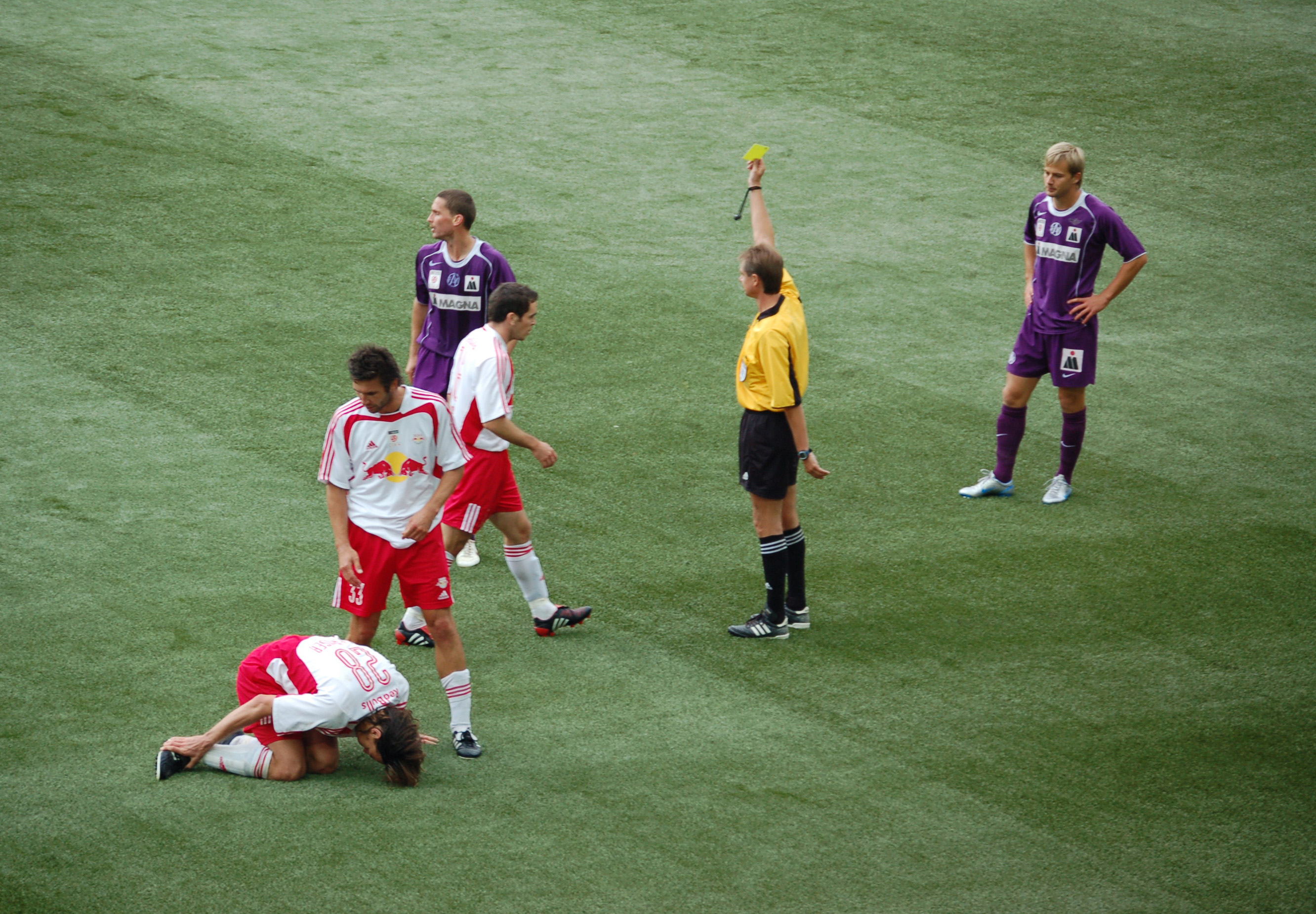
Żółta kartka w meczu piłki nożnej

Żółta kartka i czerwona kartka – w niektórych sportach – sposób odpowiednio upomnienia lub ukarania zawodnika (niekiedy innych osób) za poważne naruszenie zasad gry. System ten został zaproponowany przez angielskiego sędziego piłkarskiego Kena Astona i zastosowany po raz pierwszy podczas Mistrzostw Świata w Piłce Nożnej w roku 1970 w Meksyku. 

## Piłka nożna

### Żółta kartka
W piłce nożnej żółta kartka pokazywana jest, w zależności od sytuacji, jeżeli ma niesportowy charakter, np. przerwanie korzystnej akcji, za zagranie piłki ręką, dyskusje z arbitrem, grę na czas, niesportowe zachowanie lub ściągnięcie koszulki w czasie trwania meczu.
W ligach krajowych, a także podczas turniejów piłkarskich obowiązuje zasada polegająca na tym, że gdy zawodnik zdobędzie określoną liczbę żółtych kartek, jest automatycznie odsuwany od następnego (czasem następnych) spotkania. Decyzję sędziego o pokazaniu żółtej i czerwonej kartki można zakwestionować i są znane  przypadki anulowania żółtej bądź czerwonej kartki już po meczu. 
Mundialowy rekord w żółtych kartkach - 16 - pobił 25 czerwca 2006 rosyjski arbiter Walentin Iwanow w meczu Portugalii z Holandią na mistrzostwach świata w roku 2006, nazywanym potem z uwagi na brutalną grę "bitwą o Norymbergę". Wszystkie te kartki pokazał piłkarzom uczestniczącym w grze. Poza tym pokazał 4 kartki czerwone, które otrzymali piłkarze ukarani wcześniej żółtymi kartkami, zatem gdyby stosowano wówczas zasady wprowadzone kilka lat później (pokazywanie drugiej żółtej kartki, a dopiero potem czerwonej), zapewne żółtych kartek byłoby 20.
Więcej, bo 18 żółtych kartek pokazał 9 grudnia 2022 r. w meczu Argentyny z Holandią na mistrzostwach świata w roku 2022 Hiszpan Antonio Mateu Lahoz, z tym, że był to mecz dłużej trwający, z dogrywką i rzutami karnymi, a piłkarze uczestniczący w grze dostali 14 kartek. Ukarani zostali również trener Argentyny i jego asystent oraz dwaj holenderscy piłkarze z ławki rezerwowych (jeden z nich wcześniej zszedł z boiska, a drugi wszedł na nie dopiero po ukaraniu go kartką). Jedna z pokazanych kartek była drugą dla tego samego piłkarza, co skutkowało też jedyną w meczu kartką czerwoną. 

### Czerwona kartka
Czerwona kartka skutkuje przymusowym opuszczeniem pola gry bez możliwości wprowadzenia na nie rezerwowego zawodnika.
Czerwona kartka (bezpośrednia, niezależna od tego, czy zawodnik otrzymał wcześniej żółtą) zazwyczaj jest pokazywana:
- za brutalny faul;
- za niesportowe zachowanie (np. wulgarne dyskusje z arbitrem);
- za atak bez piłki;
- za zatrzymanie piłki ręką w dogodnej sytuacji bramkowej bądź faul na zawodniku wychodzącym sam na sam z bramkarzem;
- za obraźliwe gesty i podburzanie trybun;
- za uderzenie przeciwnika (lub samą próbę);
- bramkarz może zostać ukarany czerwoną kartką za faul lub zagranie ręką poza swoim polem karnym[2][11]; ponieważ przepisy gry nie pozwalają drużynie na grę bez bramkarza, w sytuacji ukarania bramkarza czerwoną kartką należy dokonać wymiany innego zawodnika na bramkarza rezerwowego lub przeprowadzić procedurę zamiany bramkarza przez zawodnika z pola[12].

Ponadto czerwoną kartkę sędzia zawsze pokazuje zawodnikowi, któremu pokazał po raz drugi w trakcie meczu żółtą kartkę.
Po otrzymaniu czerwonej kartki zawodnik pauzuje również w następnych 1 lub 2 spotkaniach (decyzja jest podejmowana przez komisje arbitrażowe ds. wykroczeń). Pauza może być dłuższa, jeśli zawodnik otrzymał czerwoną kartkę za np. bójkę na boisku, celowy atak na rywala bez piłki bądź inne nieodpowiednie dla piłkarza zachowania. Otrzymanie czerwonej kartki niekiedy oznacza, że na zawodnika, który ją dostał, nałożona jest kara finansowa. 
Czerwona i żółta kartka może być pokazana zarówno zawodnikowi, jak i osobie funkcyjnej. 
Pierwszą w historii czerwoną kartkę otrzymał w 1970 roku w Meksyku niemiecki masażysta. Mundialowy rekord w pokazywaniu czerwonych kartek (4), pobił rosyjski arbiter Walentin Iwanow w tym samym meczu, w którym pokazał 16 żółtych kartek. Piłkarz FC Dundee, Andy McLaren, w grudniu 2006 dostał trzy czerwone kartki w jednym meczu drugiej ligi szkockiej z Clyde. Pierwszą dostał w 87. minucie meczu za uderzenie w twarz Eddiego Malone'a. Schodząc z boiska, uderzył kolejnego piłkarza, za co został wezwany do szatni sędziego, gdzie dostał drugą czerwoną kartkę. Wychodząc z szatni, kopnięciem zrobił dziurę w drzwiach, za co dostał trzecią czerwoną kartkę. Najszybciej pokazaną czerwoną kartkę w historii meczów reprezentacji otrzymał 12 listopada 2021 r. reprezentant Andory Ricardo Fernandez, usunięty z boiska za faul popełniony w 13. sekundzie meczu Andora – Polska; sędzia John Beaton (Szkocja) pokazał ją w 21. sekundzie meczu. W lidze angielskiej odnotowano dwa przypadki pokazania czerwonej kartki piłkarzowi, który nie zdążył przystąpić do gry – piłkarze wprowadzeni w trakcie meczu popełnili przewinienia zaraz po wejściu na boisko, przed wznowieniem gry.
Kształtu kartki przepisy nie określają i w Anglii w niektórych rozgrywkach stosuje się czerwone kartki okrągłe lub owalne. Cele tej zmiany są dwa: umożliwienie sędziemu szybkiego wyjęcia z kieszeni kartki o właściwym kolorze bez patrzenia na nią oraz możliwość rozróżniania kartek po kształcie przez graczy dotkniętych daltonizmem. Zmiana ta, choć dozwolona, nie zyskała jednak popularności.

## Piłka ręczna

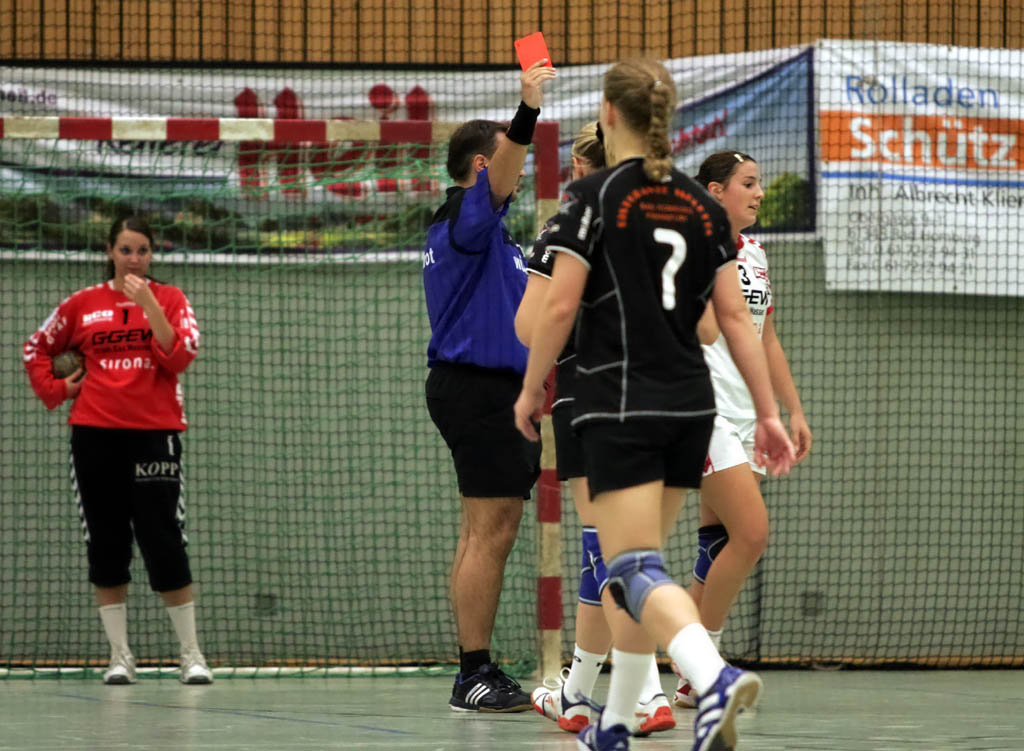
Czerwona kartka w meczu piłki ręcznej

Żółta kartka w piłce ręcznej pokazana może zostać zawodnikowi za niesportowe zachowanie, jest ona ostrzeżeniem dla zawodnika.
Inną karą, którą stosuje się w piłce ręcznej są dwie minuty kary. Jeden zawodnik może otrzymać taką karę dwukrotnie, za trzecim razem zawodnik otrzymuje czerwoną kartkę.
Po otrzymaniu czerwonej kartki zawodnik nie może już więcej w tym spotkaniu wejść na boisko, jednak po upływie dwóch minut w zastępstwo może wejść zawodnik rezerwowy. 
Czerwona kartka w piłce ręcznej nie powoduje dyskwalifikacji na kolejne mecze. Natomiast w 2015 r. wprowadzono dodatkowo niebieską kartkę. Pokazywana ona jest razem z czerwoną w przypadku wyjątkowo poważnego naruszenia przepisów (zwłaszcza brutalnego faulu) i oznacza zapis w protokole meczowym skutkujący dyskwalifikacją na co najmniej jeden kolejny mecz.

## Siatkówka

### Żółta kartka
To kolejna kara po reprymendzie słownej. Jeśli dany zawodnik lub trener został upomniany jeden raz przez sędziego, to drugie ostrzeżenie daje się właśnie w formie żółtej kartki. Od 2013 roku nie niesie ona ze sobą żadnych konkretnych negatywnych skutków. To jedynie wpisanie nazwiska do protokołu meczowego. Przed 2013 rokiem żółta kartka oznaczała stratę jednego punktu drużyny.

### Czerwona kartka
Jeśli drużyna została już wcześniej ukarana żółtą kartką, a jej zawodnik/zawodnicy lub trener nadal zachowują się nieodpowiednio, sędzia ma prawo pokazać czerwony kartonik. Oznacza to stratę jednego punktu drużyny.

### Wykluczenie za kartki
Sędzia ma możliwość pokazania jednemu zawodnikowi zarówno żółtej, i czerwonej kartki w tym samym momencie. Dzieje się tak w przypadku wyjątkowo złego zachowania. To oznacza, że dany zawodnik musi opuścić boisko do czasu skończenia seta. Musi wtedy przebywać w specjalnym polu kar. Takie same zasady dotyczą również trenerów.

### Dyskwalifikacja za kartki
Jeśli zawodnik otrzymał najpierw żółtą, a później czerwoną kartkę, jest dyskwalifikowany. Nie może wtedy grać do końca meczu. Ten przepis również tyczy się trenerów.